# Чемпионат России по плаванию 2022
Чемпионат России по плаванию 2022 года прошёл с 24 по 29 апреля во Дворце водных видов спорта (Казань).
Соревнование пропустили многие члены сборной, включая Юлию Ефимову. Двукратный олимпийский чемпион Евгений Рылов был дисквалифицирован FINA на девять месяцев, но смог принять участие в чемпионате, хотя завоевал только одну бронзовую медаль.

## Призёры

### Мужчины
| Дистанция                       | Золото | Золото   | Серебро | Серебро  | Бронза | Бронза   |
| ------------------------------- | --- | -------- | --- | -------- | --- | -------- |
| 50 м вольным стилем             | Климент Колесников Москва                                                                                     | 21.69    | Даниил Марков Новосибирская обл. — Красноярский край                                                                       | 21.85    | Евгений Седов Московская область                                                                                        | 22.19    |
| 100 м вольным стилем            | Владислав Гринёв Москва                                                                                       | 47.78    | Александр Щёголев Санкт-Петербург                                                                                          | 48.66    | Василий Кукушкин Санкт-Петербург                                                                                        | 48.87    |
| 200 м вольным стилем            | Мартин Малютин Омская область                                                                                 | 1:46.44  | Иван Гирёв Московская обл. — Тульская обл.                                                                                 | 1:47.03  | Михаил Довгалюк Москва                                                                                                  | 1:47.32  |
| 400 м вольным стилем            | Александр Егоров Москва                                                                                       | 3:47.03  | Мартин Малютин Омская область                                                                                              | 3:48.96  | Даниил Шаталов Москва                                                                                                   | 3:49.15  |
| 800 м вольным стилем            | Александр Степанов Московская обл. — Ярославская обл.                                                         | 7:48.19  | Александр Егоров Москва | 7:54.43  | Антон Никитин Санкт-Петербург                                                                                           | 7:56.76  |
| 1500 м вольным стилем           | Александр Степанов Московская обл. — Ярославская обл.                                                         | 15:58.23 | Кирилл Мартынычев Санкт-Петербург                                                                                          | 15:06.29 | Александр Егоров Москва                                                                                                 | 15:16.67 |
|                                 | |          | |          | |          |
| 50 м на спине                   | Климент Колесников Москва                                                                                     | 23.93    | Марк Николаев Ленинградская область                                                                                        | 24.70    | Павел Самусенко Мурманская область                                                                                      | 24.85    |
| 100 м на спине                  | Климент Колесников Москва                                                                                     | 53.03    | Николай Зуев Республика Коми                                                                                               | 53.19    | Евгений Рылов Московская область                                                                                        | 53.20    |
| 200 м на спине                  | Алексей Ткачёв Санкт-Петербург                                                                                | 1:57.57  | Егор Доломанов Волгоградская область                                                                                       | 1:59.41  | Максим Фофанов Санкт-Петербург                                                                                          | 1:59.57  |
|                                 | |          | |          | |          |
| 50 м брассом                    | Андрей Николаев Калужская область                                                                             | 26.66    | Кирилл Пригода Санкт-Петербург                                                                                             | 27.17    | Данил Семьянинов Москва                                                                                                 | 27.19    |
| 100 м брассом                   | Кирилл Пригода Санкт-Петербург                                                                                | 59.51    | Антон Чупков Москва | 59.54    | Данил Семьянинов Москва                                                                                                 | 59.64    |
| 200 м брассом                   | Антон Чупков Москва                                                                                           | 2:07.79  | Кирилл Пригода Санкт-Петербург                                                                                             | 2:08.35  | Александр Жигалов Кемеровская область                                                                                   | 2:09.29  |
|                                 | |          | |          | |          |
| 50 м баттерфляем                | Олег Костин Нижегородская область                                                                             | 22.72    | Роман Шевляков Санкт-Петербург                                                                                             | 23.27    | Андрей Жилкин Москва | 23.37    |
| 100 м баттерфляем               | Пётр Жихарев Москва                                                                                           | 51.31    | Андрей Жилкин Москва | 51.62    | Александр Садовников Калининградская область                                                                            | 51.83    |
| 200 м баттерфляем               | Александр Кудашев Самарская область                                                                           | 1:55.02  | Александр Харланов Пензенская область                                                                                      | 1:56.87  | Александр Прибыток Санкт-Петербург                                                                                      | 1:58.04  |
|                                 | |          | |          | |          |
| 200 м комплексное плавание      | Илья Бородин Брянская обл.                                                                                    | 1:59.02  | Максим Ступин Москва | 1:59.45  | Алексей Сударев Свердловская область                                                                                    | 2:01.08  |
| 400 м комплексное плавание      | Илья Бородин Брянская обл.                                                                                    | 4:09.83  | Максим Ступин Москва | 4:14.35  | Артём Воробьёв Саратовская область                                                                                      | 4:18.30  |
|                                 | |          | |          | |          |
| 4×100 м эстафета вольным стилем | Москва Владислав Гринёв (48.18) Михаил Довгалюк (49.54) Пётр Жихарев (49.27) Андрей Жилкин (48.22)            | 3:15.21  | Санкт-Петербург Александр Щёголев (48.64) Алексей Павлов (49.97) Василий Кукушкин (48.14) Даниил Косенков (49.43)          | 3:16.18  | Калужская область Дмитрий Савенко (50.12) Сергей Фесиков (48.62) Антон Волошин (49.93) Михаил Вековищев (49.43)         | 3:17.18  |
| 4×200 м эстафета вольным стилем | Москва Михаил Довгалюк (1:47.57) Даниил Шаталов (1:48.76) Никита Данилов (1:49.59) Николай Снегирёв (1:47.33) | 7:13.22  | Санкт-Петербург Даниил Косенков (1:49.79) Алексей Ртищев (1:48.02) Александр Фёдоров (1:49.38) Александр Щёголев (1:46.48) | 7:13.67  | Московская область Александр Андреев (1:51.56) Александр Степанов (1:50.10) Роман Акимов (1:50.40) Иван Гирёв (1:50.48) | 7:22.54  |
| 4×100 м комплексная эстафета    | Москва Климент Колесников (53.26) Антон Чупков (58.99) Пётр Жихарев (50.98) Владислав Гринёв (47.97)          | 3:31.20  | Санкт-Петербург Алексей Ткачёв (54.91) Кирилл Пригода (59.11) Роман Шевляков (52.23) Александр Щёголев (48.21)             | 3:34.46  | Калужская область Дмитрий Савенко (54.98) Андрей Николаев (59.13) Михаил Вековищев (51.36) Сергей Фесиков (49.14)       | 3:34.61  |

### Женщины
| Дистанция                       | Золото | Золото   | Серебро | Серебро  | Бронза | Бронза   |
| ------------------------------- | --- | -------- | --- | -------- | --- | -------- |
| 50 м вольным стилем             | Арина Суркова Новосибирская область                                                                                            | 24.70    | Розалия Насретдинова Москва                                                                                         | 24.88    | Мария Каменева Калужская область                                                                                              | 24.90    |
| 100 м вольным стилем            | Арина Суркова Новосибирская область                                                                                            | 54.02    | Елизавита Клеванович Тюменская область                                                                              | 54.43    | Дарья Клепикова Воронежская обл.                                                                                              | 54.47    |
| 200 м вольным стилем            | Анастасия Гуженкова ХМАО-Югра                                                                                                  | 1:57.86  | Анна Егорова ХМАО-Югра — Калининградская область                                                                    | 1:58.03  | Валерия Саламатина Татарстан                                                                                                  | 1:58.09  |
| 400 м вольным стилем            | Анна Егорова ХМАО-Югра — Калининградская обл.                                                                                  | 4:06.04  | Валерия Саламатина Татарстан                                                                                        | 4:08.34  | Анастасия Гуженкова ХМАО-Югра                                                                                                 | 4:08.40  |
| 800 м вольным стилем            | Анна Егорова ХМАО-Югра — Калининградская обл.                                                                                  | 8:30.22  | Яна Курцева Волгоградская область                                                                                   | 8:39.19  | Маргарита Ершова Ярославская область                                                                                          | 8:42.29  |
| 1500 м вольным стилем           | Маргарита Ершова Волгоградская область                                                                                         | 16:18.09 | Полина Козякина Волгоградская область                                                                               | 16:37.35 | Екатерина Сорокина Пермский край                                                                                              | 16:38.19 |
|                                 | |          | |          | |          |
| 50 на спине                     | Мария Каменева Калужская область                                                                                               | 27.73    | Елизавета Агапитова ХМАО-Югра                                                                                       | 28.35    | Дарья Васькина Москва | 28.38    |
| 100 на спине                    | Мария Каменева Калужская область                                                                                               | 59.34    | Дарья К. Устинова Татарстан                                                                                         | 1:00.74  | Елизавета Агапитова ХМАО-Югра                                                                                                 | 1:00.76  |
| 200 на спине                    | Дарья К. Устинова Татарстан | 2:11.75  | Анастасия Кляровская Москва                                                                                         | 2:12.02  | Рената Гайнуллина Санкт-Петербург                                                                                             | 2:12.72  |
|                                 | |          | |          | |          |
| 50 м брассом                    | Елена Богомолова Нижегородская область                                                                                         | 30.40    | Ника Годун Москва                                                                                                   | 30.69    | Юлия Безносова Кемеровская область                                                                                            | 31.50    |
| 100 м брассом                   | Ника Годун Москва | 1:06.66  | Евгения Чикунова Санкт-Петербург                                                                                    | 1:07.10  | Татьяна Белоногофф Московская область                                                                                         | 1:07.23  |
| 200 м брассом                   | Евгения Чикунова Санкт-Петербург                                                                                               | 2:23.38  | Виталина Симонова Новосибирская область                                                                             | 2:23.86  | Мария Темникова Санкт-Петербург                                                                                               | 2:25.16  |
|                                 | |          | |          | |          |
| 50 м баттерфляем                | Арина Суркова Новосибирская область                                                                                            | 25.16    | Софья Сподаренко Тюменская область                                                                                  | 26.08    | Дарья Клепикова Воронежская область                                                                                           | 26.18    |
| 100 м баттерфляем               | Арина Суркова Новосибирская область                                                                                            | 57.69    | Светлана Чимрова Санкт-Петербург                                                                                    | 58.06    | Дарья Клепикова Воронежская область                                                                                           | 58.12    |
| 200 м баттерфляем               | Светлана Чимрова Санкт-Петербург                                                                                               | 2:08.80  | Анастасия Маркова Вологодская область                                                                               | 2:13.43  | Дарья Лунина Москва | 2:13.67  |
|                                 | |          | |          | |          |
| 200 м комплексное плавание      | Анна Чернышёва Московская область                                                                                              | 2:14.84  | Анастасия Сорокина Краснодарский край                                                                               | 2:15.63  | Дарья Трофимова Новосибирская область                                                                                         | 2:16.15  |
| 400 м комплексное плавание      | Ирина Кривоногова Новосибирская область                                                                                        | 4:46.18  | Виктория Старостина Московская обл.                                                                                 | 4:47.20  | Анастасия Сорокина Краснодарский край                                                                                         | 4:51.45  |
|                                 | |          | |          | |          |
| 4×100 м эстафета вольным стилем | Санкт-Петербург Дарья С. Устинова (55.15) Яна Шакирова (55.43) Дарья Татаринова (55.27) Александра Быкова (55.15)              | 3:41.00  | Москва Анна Комарова (56.07) Дарья Муллакаева (55.09) Елизавета Сусорова (56.45) Алиса Захарова (55.64)             | 3:43.25  | Новосибирская область Дарья Трофимова (54.65) Анастасия Дуплинская (56.38) Анита Грищенко (56.17) Виктория Старостина (56.49) | 3:43.69  |
| 4×200 м эстафета вольным стилем | Татарстан Валерия Саламатина (1:57.96) Вероника Андрусенко (2:07.04) Софья Дьякова (2:01.49) Дарья К. Устинова (2:01.56)       | 8:08.05  | Санкт-Петербург Дарья С. Устинова (2:01.23) Влада Егги (2:04.87) Александра Быкова (1:59.23) Яна Сатарова (2:03.28) | 8:08.61  | ХМАО-Югра Алиса Полетаева (2:03.25) Марина Гефлинг (2:10.44) Анастасия Гуженкова (2:00.59) Анна Егорова (1:56.74)             | 8:11.02  |
| 4×100 м комплексная эстафета    | Новосибирская область Анастасия Дуплинская (1:01.42) Виталина Симонова (1:07.64) Арина Суркова (57.61) Дарья Трофимова (54.18) | 4:00.85  | Санкт-Петербург Влада Егги (1:02.13) Евгения Чикунова (1:07.26) Светлана Чимрова (58.13) Дарья С. Устинова (54.07)  | 4:01.59  | Москва Дарья Васькина (1:01.17) Ника Годун (1:08.03) Дарья Лунина (1:00.65) Дарья Муллакаева (54.58)                          | 4:04.43  |

### Смешанные соревнования
| Дистанция                       | Золото | Золото  | Серебро | Серебро | Бронза                                                                                                   | Бронза  |
| ------------------------------- | --- | ------- | --- | ------- | --- | ------- |
| 4×100 м эстафета вольным стилем | Санкт-Петербург Александр Щёголев (49.19) Василий Кукушкин (47.85) Дарья Татаринова (54.88) Дарья С. Устинова (54.61) | 3:26.53 | Новосибирская область Даниил Марков (49.32) Максим Абловатский (48.57) Арина Суркова (55.41) Дарья Трофимова (54.77)            | 3:28.07 | Москва Михаил Довгалюк (49.66) Егор Матюшков (50.28) Анна Комарова (56.06) Елизавета Сусорова (56.23)    | 3:32.23 |
| 4×100 м комплексная эстафета    | Санкт-Петербург Алексей Ткачёв (54.22) Кирилл Пригода (59.55) Светлана Чимрова (58.17) Дарья С. Устинова (54.35)      | 3:46.29 | Новосибирская область Анастасия Дуплинская (1:01.57) Александр Трайт (1:00.89) Арина Суркова (57.37) Максим Абловатский (48.55) | 3:48.38 | Москва Дарья Васькина (1:02.56) Всеволод Занько (1:00.02) Павел Пахомов (52.56) Дарья Муллакаева (54.89) | 3:50.03 |